# Rouhollah Khomeini
Ne doit pas être confondu avec l'ayatollah Khamenei.
Rouhollah Moussavi Khomeini  (en persan : روح‌ الله موسوی خمینی), également retranscrit Khomeiny ou Khomeyni, né le 24 septembre 1902, à Khomein (Sublime État de Perse) et mort le 3 juin 1989 à Téhéran (république islamique d'Iran), est un dignitaire religieux chiite et homme d'État iranien, fondateur de la république islamique d'Iran — instaurée à la suite de la révolution de 1979 qui renverse le chah d'Iran Mohammad Reza Pahlavi —, dont il est le Guide suprême de 1979 à sa mort.
Il installe en Iran une théocratie chiite totalitaire. Son passage au pouvoir est marqué par la guerre Iran-Irak (de 1980 à 1988), la crise des otages américains en Iran, ainsi que la répression des dissidents. 
Ayatollah revendiquant une ascendance alide par Moussa al-Kazim, il est également considéré comme marja par de nombreux chiites après la mort de l'ayatollah Borudjerdi.

## Biographie

### Jeunesse

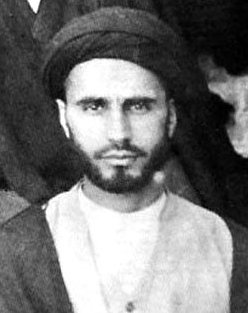
Khomeini jeune.

Khomeini naît dans la ville de Khomein sous le nom Rouhollah Moussavi (en persan : روح الله موسوی) en 1902 dans une famille chiite très croyante. Son turban noir indique qu'il est un seyyed, c'est-à-dire qu'il serait un des nombreux descendants du prophète de l'islam Mahomet, en l'occurrence par le biais de l’imam Moussa al-Kazim. Son grand-père, son père et son frère aîné sont ayatollahs. Son père, Mostafa Moussavi, un notable local, est assassiné par les hommes de main d'un grand féodal en mars 1903, six mois après la naissance de Rouhollah,. Sa jeunesse est également marquée par les troubles politiques des années 1906-1911 consécutifs à la révolution constitutionnelle.
Il s'installe, dès les années 1920 à Qom, la deuxième ville sainte d'Iran. Étudiant en théologie, il suit des cours de philosophie auxquels les séminaires traditionnels de Qom sont hostiles. En 1927 il y devient professeur de théologie, puis dans les années 1950 il est nommé ayatollah. Il s'engage dans l'opposition religieuse au régime autoritaire du shah Mohammad Reza Pahlavi et aux réformes que celui-ci mène pour la modernisation du pays (la « révolution blanche »), réformes incluant notamment le droit de vote des femmes, les réformes agraires, la modernisation du système judiciaire qui met en cause la suprématie de la charia coranique.
À la mort de Borujerdi (1961), il postule à sa succession, y compris auprès du shah. Sa personnalité atypique fait qu'on lui préfère un autre candidat. Il s'écarte alors de la poésie et du mysticisme pour revenir à des visions plus tranchées de bien contre le mal et devient un des chefs de la communauté chiite, reconnu comme « guide religieux suprême » (marja-e taqlid). La même année, il dénonce un décret abolissant l'obligation pour les élus locaux et provinciaux de prêter serment sur le Coran.

### Mariage et famille
En 1929, Rouhollah Khomeini épouse Khadijeh Saqafi et le couple a cinq enfants : Mostapha (1930-1977), Ahmad (1946-1995), Zahra (née en 1940), Seddigheh et Farideh (nées en 1943). Sa petite fille Zahra Eshraghi est une activiste et féministe.

#### Relation de Khomeini avec sa femme
Selon sa femme Khadijeh Saqafi, Khomeini avait beaucoup de respect pour elle. Elle dit : 

« Il avait beaucoup de respect pour moi et ne voulait pas que je travaille dans la maison. Il me disait toujours : « Ne balayez pas ! » Lorsque je désirais laver les vêtements dans le bassin, il s’approchait de moi en me disant : « Levez-vous, vous ne devriez pas faire cela. » Et si par nécessité je faisais parfois ces travaux, il était bouleversé, les voyant comme une forme d'injustice à mon égard,. »

### Exil
Son opposition à la « révolution blanche » lancée par le chah Mohammad Reza le conduit à l'affrontement avec le pouvoir. Il est arrêté en 1963 pour avoir joué un rôle important dans les émeutes du 4 juin. L'arrestation de Khomeini provoque des manifestations à Téhéran et à Qom qui sont réprimées dans le sang. « Le responsable de ce massacre paiera de sa vie », promet-il. Le chah d'Iran, conscient de son influence, le fait libérer rapidement l'année suivante.
En novembre 1964, après avoir violemment critiqué un décret accordant l'immunité juridique aux conseillers militaires américains et un emprunt de 200 millions de dollars pour l'achat de matériel militaire, Khomeini est arrêté de nouveau et contraint à l'exil (par Oveyssi), d'abord en Turquie, puis à Nadjaf et Kerbala en Irak pendant quatorze ans. Son activisme pro-chiite indispose le pouvoir irakien et, en 1978, il part pour la France avec un visa de touriste et s'installe à Neauphle-le-Château, à une quarantaine de kilomètres de Paris, sans demander l'asile politique, considérant que Paris est l'idéal pour médiatiser ses opinions politiques. Houchang Nahavandi estime qu'il y mystifie par son charisme des intellectuels comme Jean-Paul Sartre ou Michel Foucault. Selon Alexandre de Marenches (chef du Service de documentation extérieure et de contre-espionnage, ancien nom de la DGSE), le chah aurait refusé l'expulsion de Khomeini au motif qu'il serait préférable qu'il soit en France plutôt qu'en Syrie ou en Libye. Certains indiquent également que le président Valéry Giscard d'Estaing aurait envoyé Michel Poniatowski auprès du chah pour lui proposer d'éliminer Khomeini. Raymond Aron a cru à tort que cette  révolution s'alignerait au pouvoir sur l'URSS ; alors que Khomeini ne cesse de proclamer sa foi dans le « ni Est-ni Ouest » et que fidèle à ce principe, le jour même de la prise d'otages, il dénonce deux articles litigieux du  traité de 1921 qui le lie à son voisin. Par ailleurs, à l'été 1980, l'Iran boycotte les Jeux olympiques de Moscou.
Durant les plus de quatorze années que dure son exil en Irak puis en France, son discours se radicalise progressivement et sa pensée se systématise autour d'une conviction profonde : la dictature du chah n'est pas le système adéquat pour l'Iran. Selon son analyse, les oulémas héritiers de Mahomet détiennent l'autorité religieuse, jusqu'au retour de l'imam caché. Mais la politique est tenue par des hommes, donc il se penche vers une « démocratie » spéciale, selon lui une « démocratie islamique ». D'où l'idée d'une république islamique, au lieu d'une dictature « chahienne », dans laquelle les clercs ont le pouvoir de désigner le plus savant d'entre eux pour concentrer l'autorité. Ce principe deviendra sous le nom de « velayet-e-faqih » après la révolution islamique, la clef de voûte du nouveau régime iranien que Khomeini définit comme le pouvoir absolu du religieux. Un président de la République qui s'occupe plus des questions quotidiennes doit également être élu.
Cette révolution se prépare depuis Neauphle-le-Château où, arrivé en France le 6 octobre 1978, il s'installe le 10 octobre, et il propage ses idées par le biais de conférences organisées à son domicile mais aussi, principalement, sous la forme de cassettes audio diffusées et dupliquées largement dès leur arrivée en Iran. Cette diffusion massive et furtive permet aux opérations d'échapper au contrôle du gouvernement iranien sur les médias classiques.

### Retour en Iran et avènement de la république islamique
Khomeini retourne en Iran le 1er février 1979, à un moment où la révolution entre dans sa phase victorieuse. Il confie la direction d'un gouvernement provisoire à Mehdi Bazargan alors que les combats se poursuivent avec les derniers fidèles du shah. Le 11 février marque la victoire de Khomeini qui s'affirme dès lors comme le dirigeant de facto du pays, d'abord en tant que « chef de la révolution en Iran », puis en tant que « chef spirituel suprême ». La république islamique est instituée par référendum les 30 et 31 mars, puis par un second référendum une constitution est adoptée le 2 décembre suivant.
Le 4 février 1980, Khomeini approuve l'élection d'Abolhassan Bani Sadr au titre de premier président de la république islamique d'Iran.
Dans la république islamique voulue par Khomeini, la Constitution reconnaît le chiisme duodécimain comme religion d'État et précise que la loi iranienne doit être en accord avec la charia.

### Crise des otages américains
Au début de la révolution entre 1979 et 1981 a lieu l’évènement connu sous le nom de crise iranienne des otages. Des étudiants membres d'un groupe appelé Partisans de la ligne de l'Imam enlèvent 52 citoyens des États-Unis et les retiennent en otage dans l'ambassade des États-Unis à Téhéran durant 444 jours. Khomeini indique le 23 février 1980 devant le Parlement iranien que le destin des otages dépend de l'ambassade américaine, celle-ci devant exiger des États-Unis l'extradition du chah en vue de son procès en Iran. Le président des États-Unis Jimmy Carter lance une opération commando pour sauver les otages, mais la tentative échoue car les hélicoptères s'écrasent dans le désert aux environs de Tabas. Plusieurs commentateurs avancent que cette débâcle a joué sur la défaite de Carter à l'élection présidentielle américaine de 1980 au profit de Ronald Reagan.

### Guerre Iran-Irak et répression politique
Peu de temps après son arrivée au pouvoir, Khomeini commence à appeler de ses vœux la propagation de la révolution islamique aux autres pays musulmans. Ambitionnant d'occuper les zones pétrolifères d'Iran (en particulier le Khuzestan) et opposé à la diffusion d'un chiisme militant tel qu'il est promu par Khomeini, la république laïque irakienne, dirigée par Saddam Hussein, envahit alors l'Iran, commençant ce qui deviendra pendant une décennie la guerre Iran-Irak. Au début de la guerre le peuple iranien se rassemble autour de Khomeini et son régime : sa popularité et sa puissance personnelle s'en trouvèrent inégalées. Toutefois, la durée du conflit aidant, au bout de huit ans de guerre, Khomeini qui qualifiait cette guerre de « don divin », accepte le cessez-le-feu en 1988 en le qualifiant de « coupe de poison ».
La guerre terminée, Khomeini ordonne l'exécution des prisonniers politiques. En l'espace de trois mois, plusieurs milliers de prisonniers sont exécutés. Le dauphin de Khomeini, l'ayatollah Montazeri proteste contre ce massacre, ce qui lui vaut la disgrâce et l'assignation à résidence.

### Fatwa contre Salman Rushdie
En 1989, Khomeini décrète la mort de l'écrivain Salman Rushdie à travers une fatwa — « contrat » d’un montant de 1 million de dollars — qui accuse celui-ci de « blasphème » contre le prophète de l'islam Mahomet.
Les Versets sataniques, le roman de Rushdie, qui examine l'intégration des caractères indiens dans la culture occidentale moderne, contient des passages se basant sur une ancienne tradition islamique (absente du Coran, mais relatée par un certain nombre d'exégètes et de biographes faisant autorité dans le monde musulman, notamment Ibn Ishaq et al-Tabari). Satan, se faisant passer pour l'archange Gabriel, aurait inspiré au prophète Mahomet des versets légitimant l'adoration d'idoles païennes par les habitants de La Mecque (et remettant donc en cause le monothéisme). Mahomet serait par la suite revenu sur ces versets, s'étant aperçu de la manipulation. Dans l'ouvrage de Salman Rushdie, ces versets sont révélés à Mahomet par l'archange Gabriel et non par Satan. L'ayatollah Khomeini considère cela comme un blasphème envers l'islam et Mahomet. Il est important de souligner que Les Versets sataniques est avant tout un roman sur les conflits internes éprouvés par des individus plongés dans une culture différente de leur culture originelle. L'un des personnages brièvement mis en scène (l'imam) est une référence ouverte à Rouhollah Khomeini lors de ses années d'exil en Occident.
En mars 1989, fait unique dans sa vie, il reçoit à Qom une personnalité étrangère, le ministre des Affaires étrangères soviétique, Edouard Chevardnadze, qu'il qualifie de « messager de Gorbatchev ».

### Mort

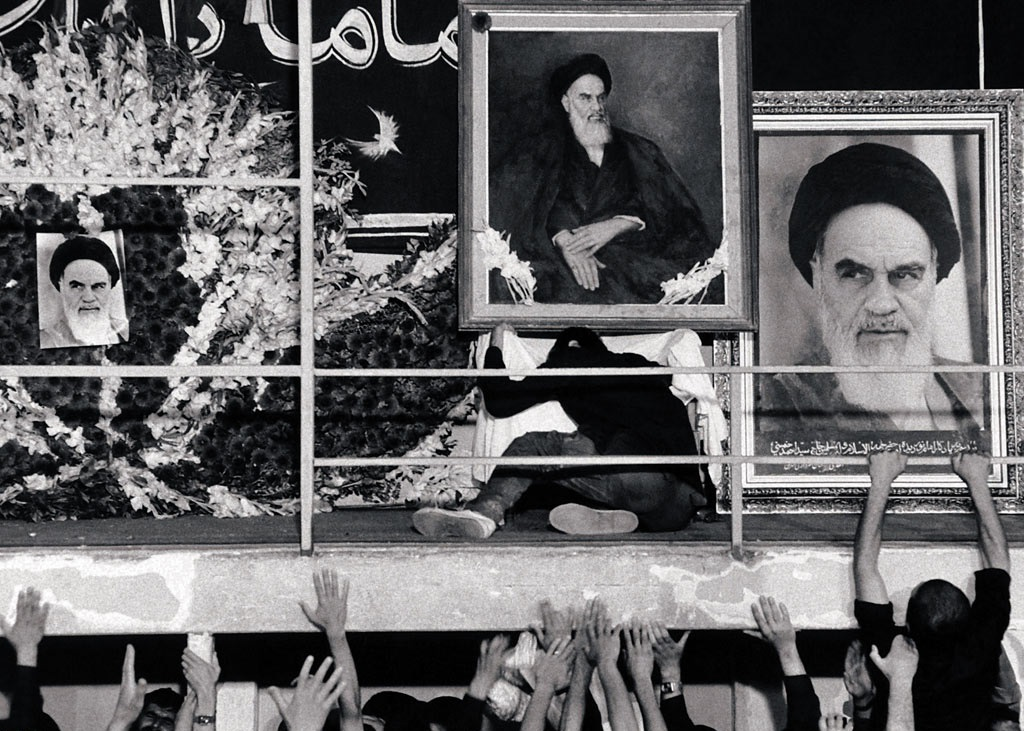
Enterrement de Khomeini, le 4 juin 1989.

Après onze jours passés à l'hôpital du fait d'une hémorragie interne, Khomeini meurt le 3 juin 1989, à l'âge de 86 ans. Ses obsèques réunissent une foule de plus d'un million d'Iraniens. Il est enterré dans un mausolée situé à côté du Behesht-e Zahra, le plus grand cimetière d'Iran, au sud-ouest de Téhéran.

## Influences
Pour la chercheuse Sabrina Mervin, « les doctrines de Ruhollâh Khomeini […] s'inscrivent en partie dans la tradition des utopies islamiques passant par Farâbî, Ibn 'Arabî et Mollâ Sadrâ Shirâzi, elles-mêmes inspirées par le concept du sage vertueux qui gouverne la cité dans La République de Platon ».
Évoquant le choix du terme de République pour le régime qu'il met en place, le philosophe Anoush Ganjipour estime qu'« il ne comprenait certainement pas ce que voulait dire la République au sens moderne mais en revanche, […] dans ses oreilles sonnait immédiatement La République de Platon, les textes qu'il enseignait pendant toute sa vie ».

## Points de vue

### Le grand Satan américain
Khomeini a qualifié les États-Unis de « Grand Satan ».

## Homme de l'année
Khomeini a été choisi par Time Magazine comme homme de l'année 1979.

## Ouvrages
Rouhollah Khomeini écrivait en persan et en arabe.
- Kachf al-asrâr (کشف الاسرار) (en arabe).
- Pour un gouvernement islamique, Hokumat-e Islami: Velayat-e faqih (حکومت اسلامی: ولایت فقیه), lire en ligne sur le site Iran Chamber.
- Arabaïn Hadith ou l’exégèse de 40 hadiths (چهل حدیث).
- Le secret de la prière (آداب الصلوه) (en arabe).
- Le grand djihad ou lutter contre soi-même (جهاد با نفس)[22].
- Commentaire de la sourate d’ouverture du Coran (al-Fâtiha) (تفسیر سوره ی حمد).
- Tahrir al Wasilah (تحریرالوسیله) (en arabe).
- Commentaire de la prière de l’aube, Sharh du'ai s-sahar (en arabe)[23].
- Flambeau de la guidance vers le Kalifa et la Wilaya ou Misbah Al Hidaya ila Khilafa wa alwillayah.
- L’Exégèse des armées de la raison et de l’ignorance (شرح حدیث جنود عقل و جهل).

## Culture populaire
L'album Répression (1980), du groupe de hard rock français Trust, comprend un titre, Monsieur Comédie, qui dénonce l'ayatollah Khomeini.
La chanson Khomaniac de l’album By inheritance (1990) du groupe de thrash metal danois Artillery, critique elle aussi Khomeini.
Un scarabée ravageur de la patate douce, Maladera insanabilis, est surnommé en Israël « hanneton Khomeini ».
Dans le 3e numéro de la bande dessinée Un deuil dans la famille, le Joker rencontre Khomeini.

## Galerie

Khomeini en France en 1978 ou 1979.
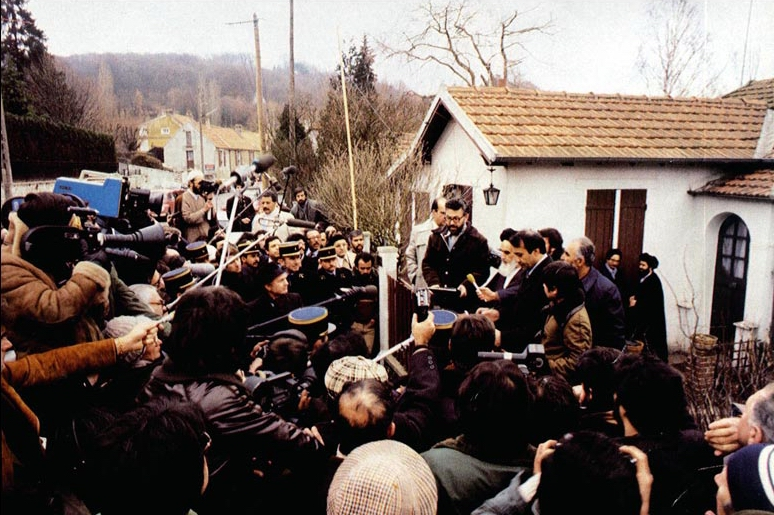
Khomeini durant une conférence de presse devant sa maison à Neauphle-le-Château en 1978.
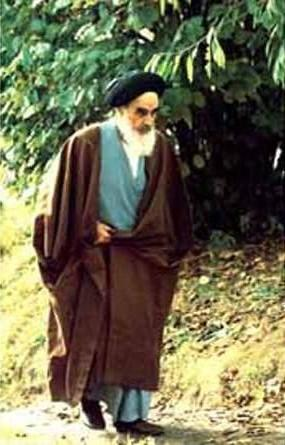
Khomeini à Paris en 1978 ou 1979.
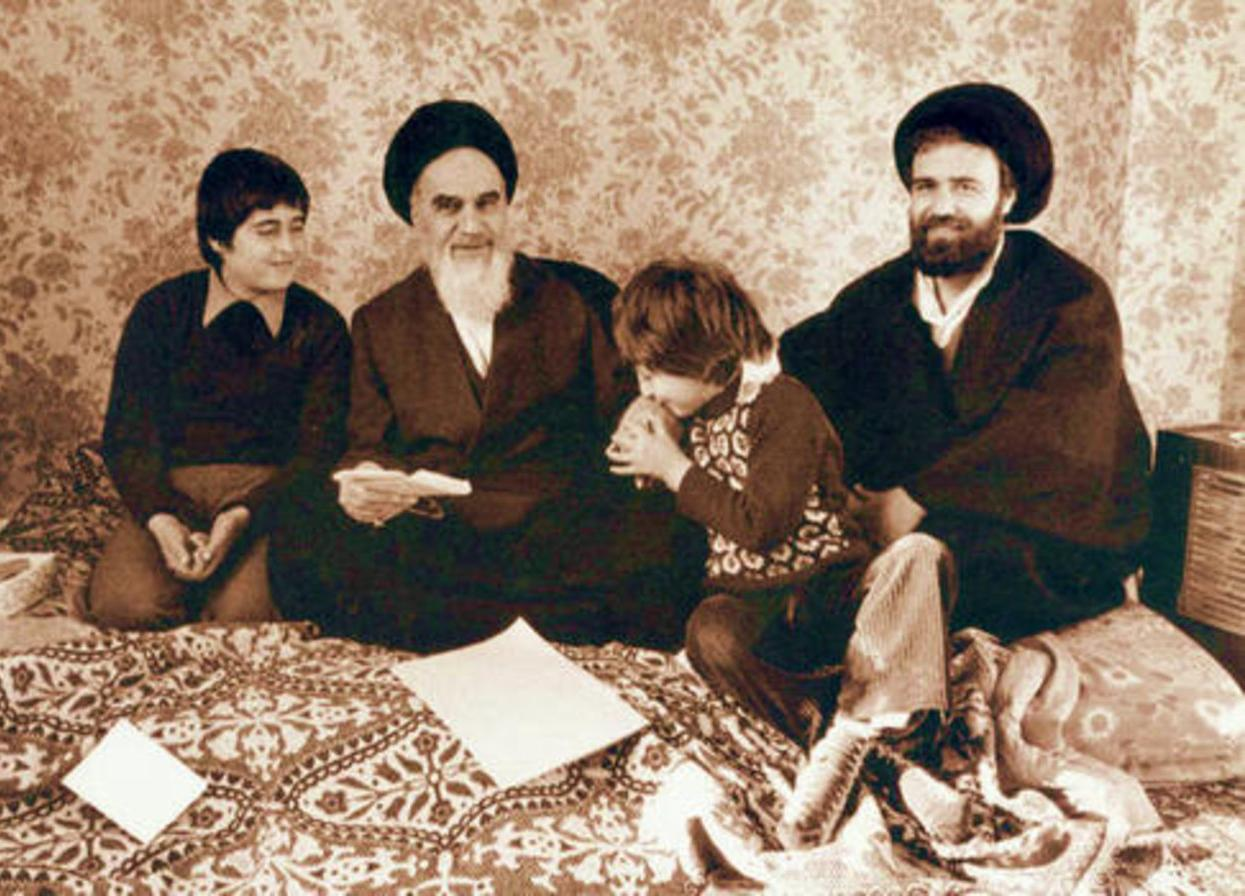
Les hommes de la famille en 1979 : Rouhollah, son fils Ahmad Khomeini à droite et 2 de ses petits-enfants, Yasser et Hassan Khomeini (en) (né en 1972).

## Filmographie
- France - Iran, liaisons dangereuses, de Jérôme  Fritel, France 5, 2019.